# 폴리체군

서포모제주 지도에 표시된 폴리체군의 위치

폴리체군(폴란드어: powiat policki)은 폴란드 서포모제주에 위치한 군으로 군청 소재지는 폴리체이며 면적은 664.16km2, 인구는 64,147명(2006년 기준), 인구 밀도는 97명/km2이다.
북쪽으로는 시비노우이시치에시, 동쪽으로는 골레니우프군, 슈체친시, 그리피노군과 접하며 서쪽으로는 독일과 국경을 접한다. 4개 지방 자치체(2개 도시형 농촌, 2개 농촌)를 관할한다.

군기
군 문장